# L–39 Skyfox
Az L–39 Skyfox (korábbi jelöléssel L–39NG) egy kétüléses sugárhajtóműves kiképző és könnyű harci repülőgép, amelyet a cseh székhelyű, de részben a magyar állam tulajdonában álló AERO Vodochody AEROSPACE a.s. fejleszt és gyárt. A repülőgép a cég nagy sikerű L–39 Albatros konstrukcióján alapul, de szinte minden rendszere megújult. Az első már sorozatban gyártott példány 2023 április 24-én szállt fel.
Az L–39 Skyfox 12 példányát a Magyar Honvédség is rendszeresíti 2025 és 2028 között. A flotta 8 gépe kiképző, 4 repülőgépe pedig felderítő változatú lesz.

## Története
A fejlesztési projekt egészen 2014-ig nyúlik vissza: ekkor mutatta be az AERO a projekt koncepcióját a farnboroghi légiparádén. A fejlesztési projekt főkonstruktőre Jaromir Lang. A prototípus először 2018 december 22-én repült. A típus az EU és NATO certifikációt 2022 júliusában szerezte meg.

## Kialakítása és jellemzői
A Skyfox kialakítása nagymértékben megegyezik az eredeti L–39-essel, de modern nyugati avionikát és hajtóművet kapott. A régi Albatros szárnyvégi üzemanyag-tartályait elhagyták helyette szárnyban kapott helyet az üzemanyag egy része.
A gépet „dupla nullás” Martin-Baker Mk16-os katapultülésekkel látták el, amelyek elhelyezkedését módosították jobb kilátás érdekében: a hátsó ülés magasabbra került az Albatroshoz képest. A repülőgép avionikáját a Genesys Aerosystems szállítja és szinte valamennyi repülési információt nagy méretű, 6x8 colos (kb. 15x20 centis) képernyőkön jelenít meg. Ezekből elől is, és hátul is kettő-kettő van. Az elülső pilótát HUD kijelző is segíti. A repülőgép a korszerű vadászgépekhez hasonlóan HOTAS rendszerrel van felszerelve vagyis a legtöbb rendszert  a pilóták úgy tudják működtetni, kapcsolni, hogy kezüket nem kell levenniük a botkormányról és gázkarról.
A tolóerőt a Williams International FJ44–4M típusú hajtóműve biztosítja, amelynek vezérlése teljesen digitális (FADEC).  A hajtómű 16,87 kN tolóereje "üresen" 907 km/h sebességet tesz lehetővé. Szárnyalatti függesztményekkel azonban a gép maximális sebessége nem haladja meg a 600 km/órát. Az üzemanyag-takarékos Williams hajtóművekkel a gép maximális hatótávolsága külső üzemanyagtartályok nélkül 2130 km. A Skyfox hatósugara két üzemanyag-póttartállyal és két Mk 82 vagy GBU-12 bombával alacsony-magas-alacsony repülési profil mellett mintegy 926 km. Ugyanebben a konfigurációban végig alacsonyan (152 méter alatt) repülve legfeljebb 618 kilométerre lévő célokat támadhat.
Az új L–39 repülőgépnek egy felderítő-könnyű támadó változatát is fejlesztik, melyet Wescam MX–15 elektrooptikai megfigyelő műszerrel szerelnek fel. 2022 szeptemberében az AERO és az osztrák Airborne Technologies GmbH közös szándéknyilatkozatot írt alá a Skyfox felderítő rendszereinek kifejlesztéséről. Az eseményen az új L–39 prototípusát az  Airborne Technologies SAR radaros "RADAR-POD" felderítő konténerével együtt mutatták be.A gyári prospektusok pedig az osztrák cég SCARPOD típusú Wescam MX–15 megfigyelő műszerre épülő elektrooptikai felderítő rendszerével ábrázolják a Skyfox felderítő változatát.
A repülőgép 5 felfüggesztési ponttal rendelkezik, amelyek közül a szárny alatti belső kettő 350 literes üzemanyagtartályokat is hordozhat. Az egyes felfüggesztő pontok terhelhetősége: 1. 295 kg, 2. 400 kg, 3. 275 kg, 4. 400 kg, 5. 295 kg a gyártó prospektusa szerint. 
A Skyfox összesen 1350 kilogrammnyi függesztményt hordozhat, amelyek az alábbiak lehetnek:
- Felderítő konténerek (EOS/FLIR, SAR) - pl. SCARPOD Wescam MX–15 elektrooptikai rendszerrel[8]
- Rádióelektronikai harci konténerek (EW) és elektronikai felderítő rendszerek (SIGINT/ELINT)
- Hétrakétás LAU-32 rakéta-blokkok 70 mm-es nem irányított és irányított rakéták  számára
- legfeljebb 500 fontos (231 kg-os) légi bombák, mint például: Mk 81, Mk 82 nem irányított, illetve GBU–12, GBU–49 irányított bombák[8]
- Egyidejűleg max. 3 db FN HMP–250 vagy FN HMP–400 típusú 12,7 mm-es géppuskakonténer
- Gyakorló bombák (pl. BDU-33)
- Infravörös rávezetésű légiharc-rakéták (pl. Sidewinder vagy IRIS-T)[8]

## Galéria

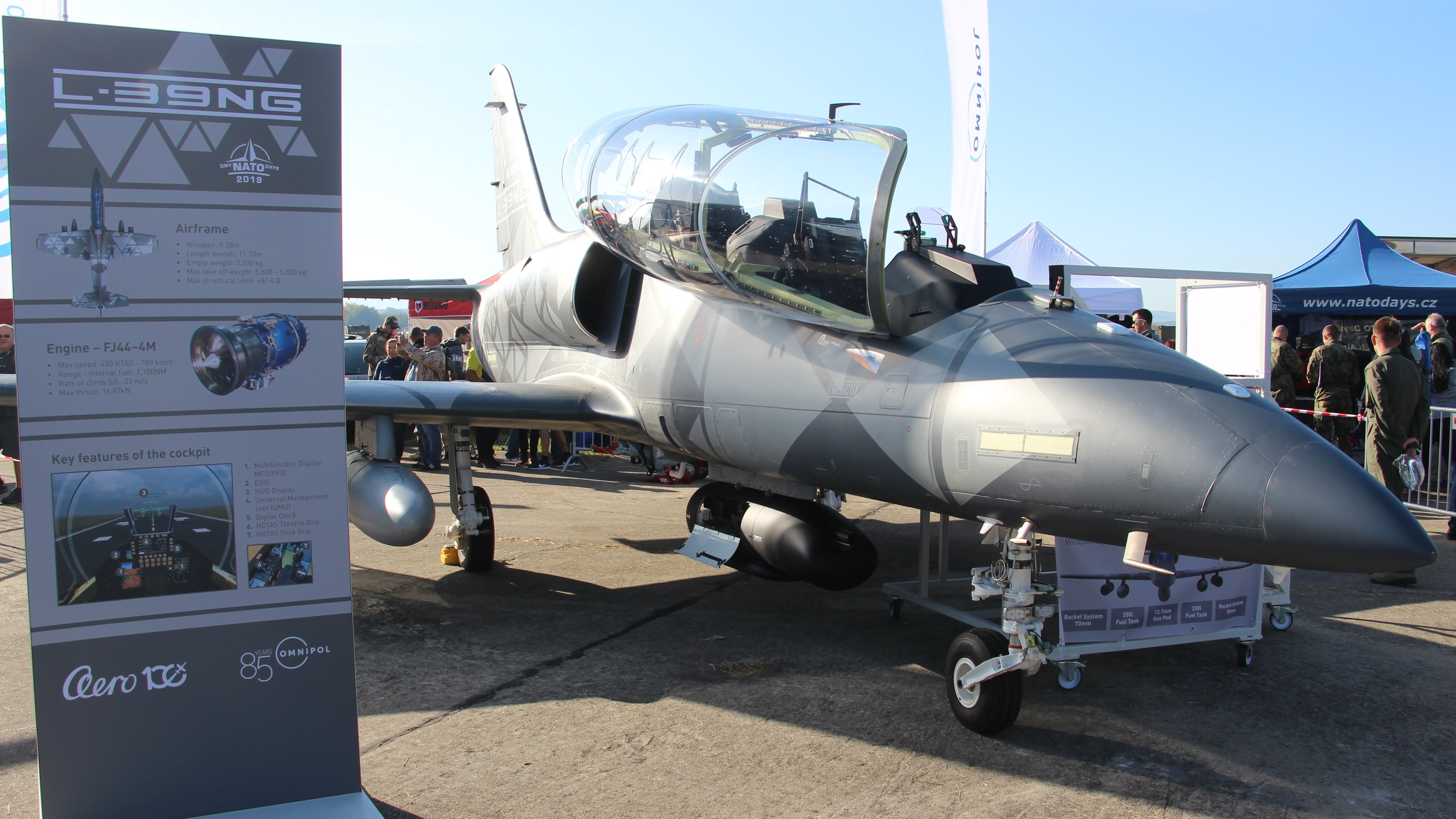
L–39NG egy kiállításon
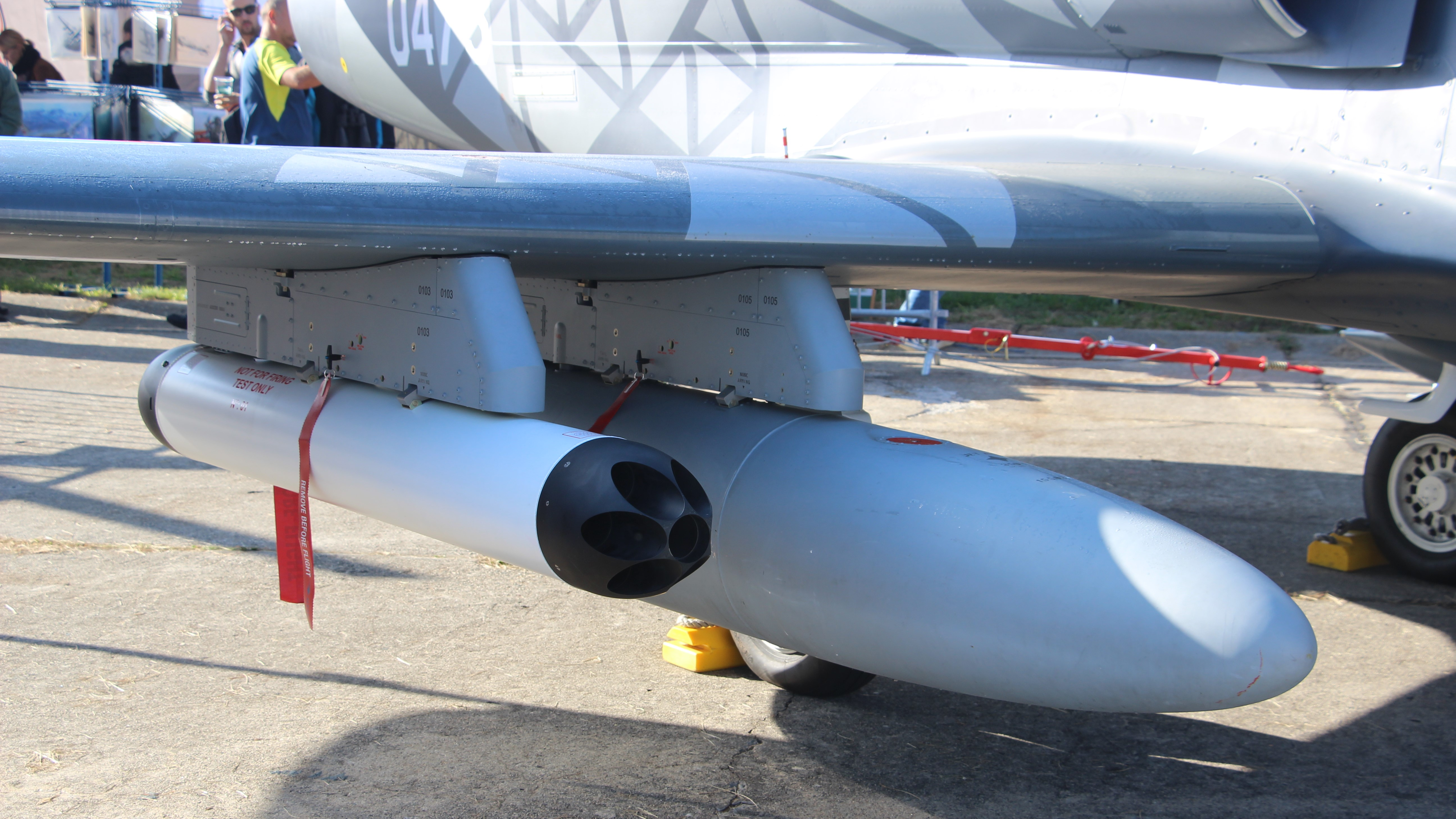
7 rakétás LAU–32 típusú 70 mm-es rakéta blokk valamint 350 literes póttartály a szárny alatt
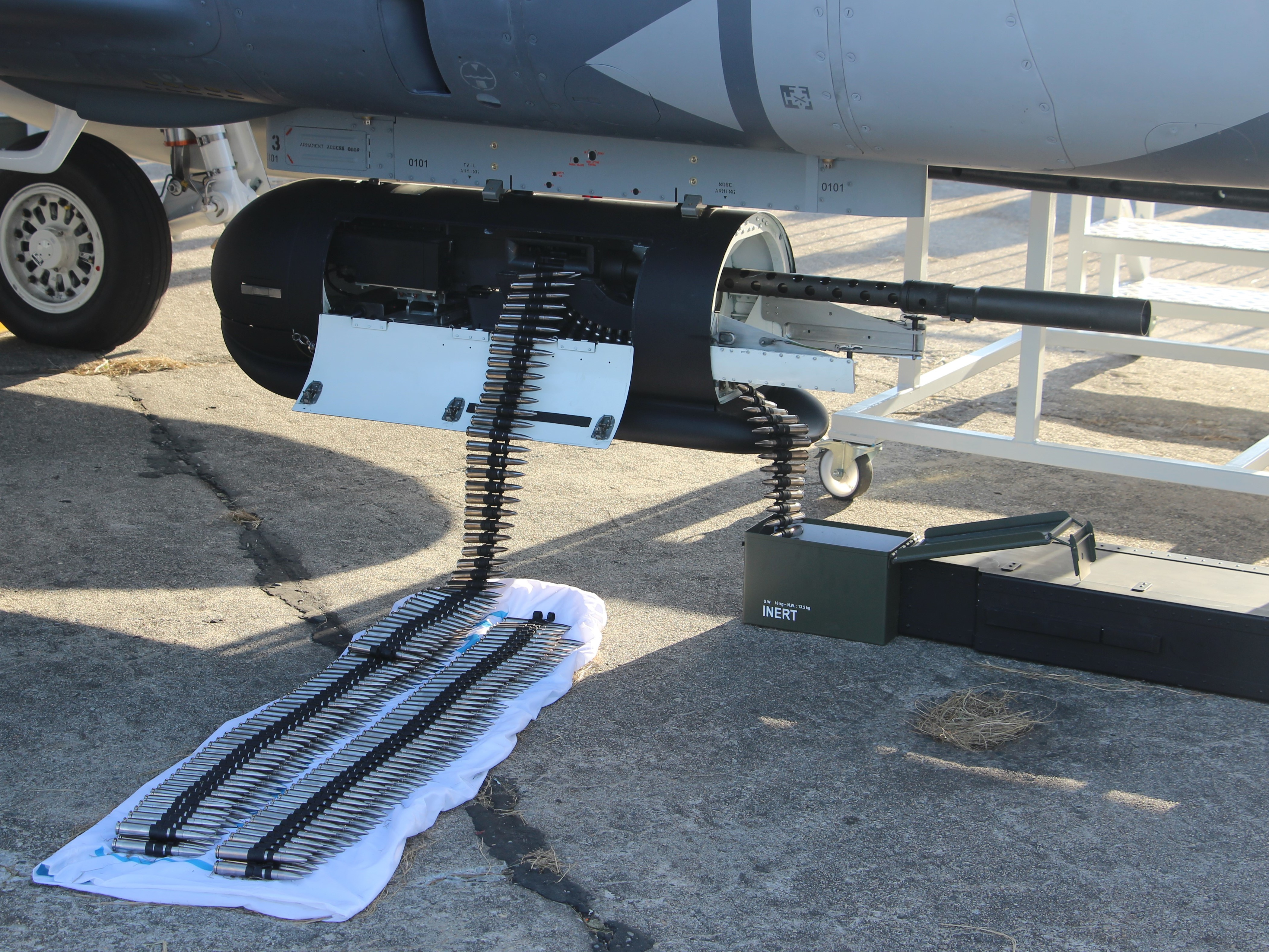
HMP 400 géppuskakonténer
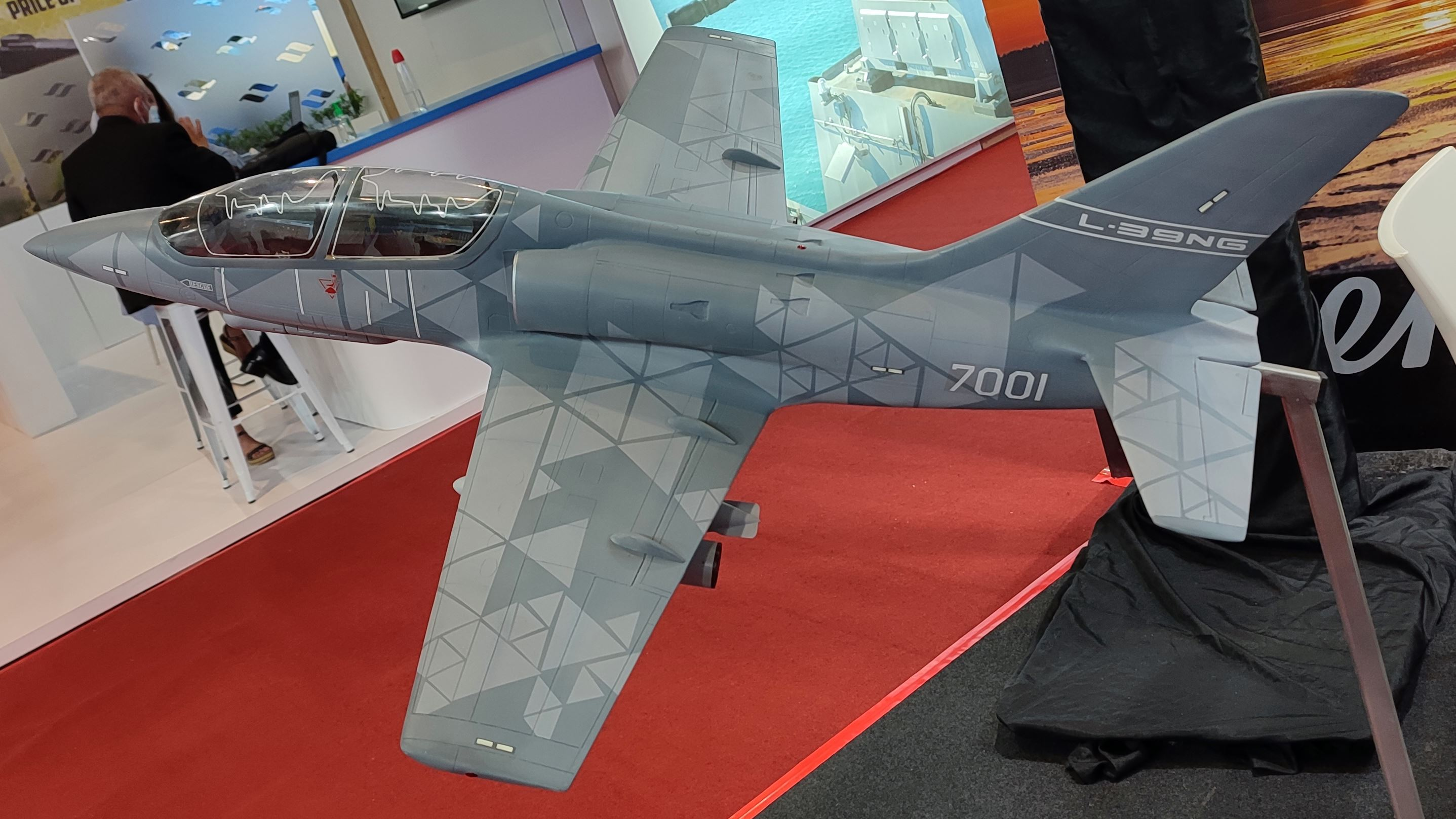
L–39NG makett
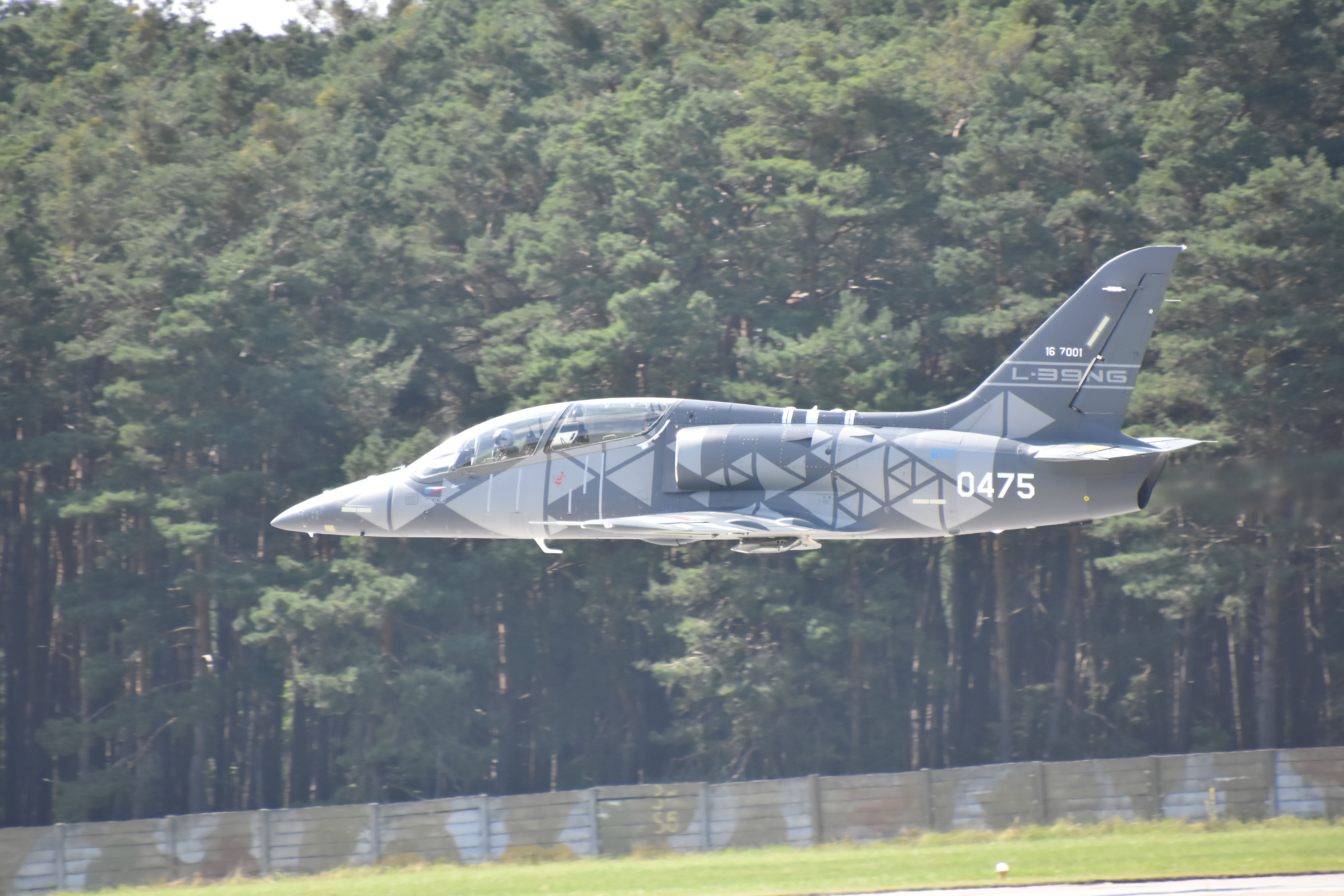
L–39NG felszállás közben
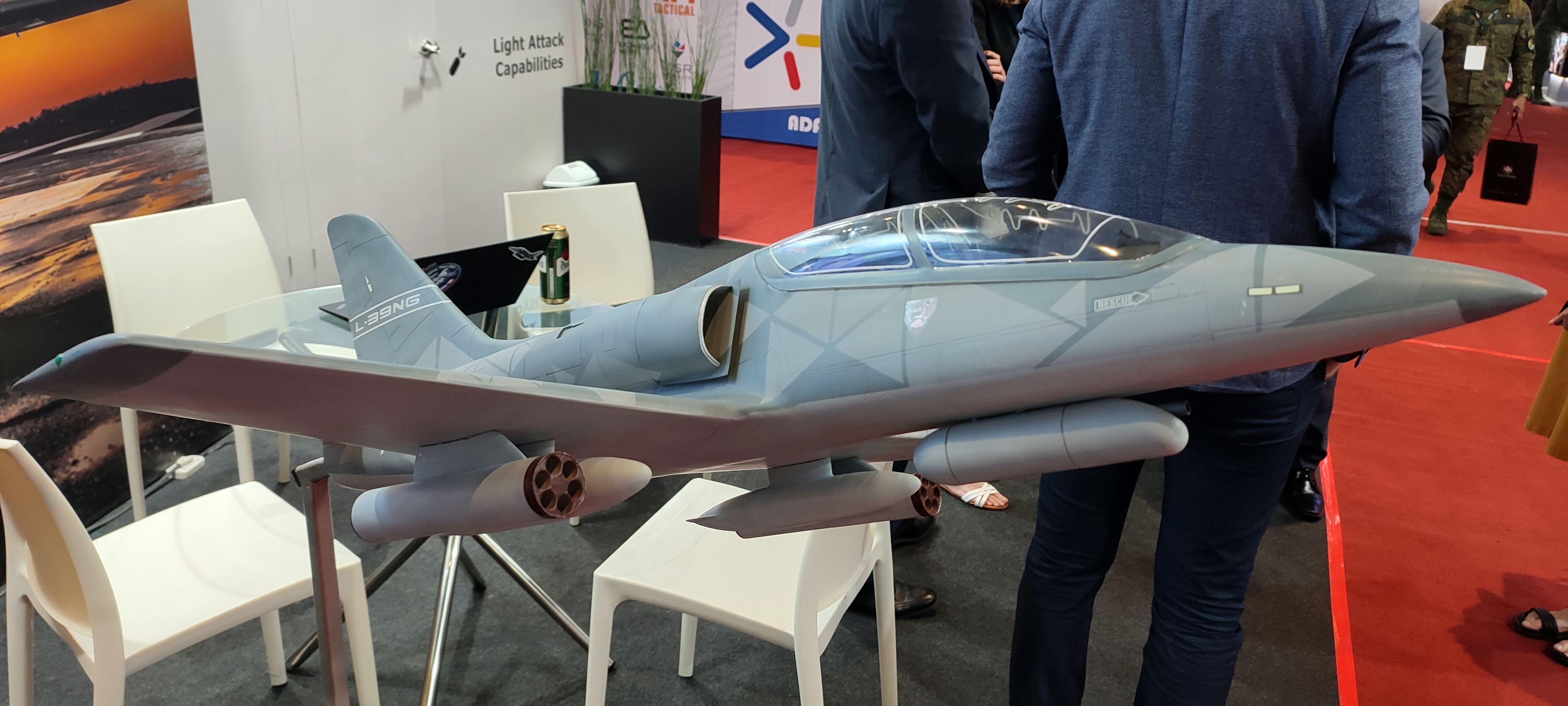
Skyfox makett fegyverekkel
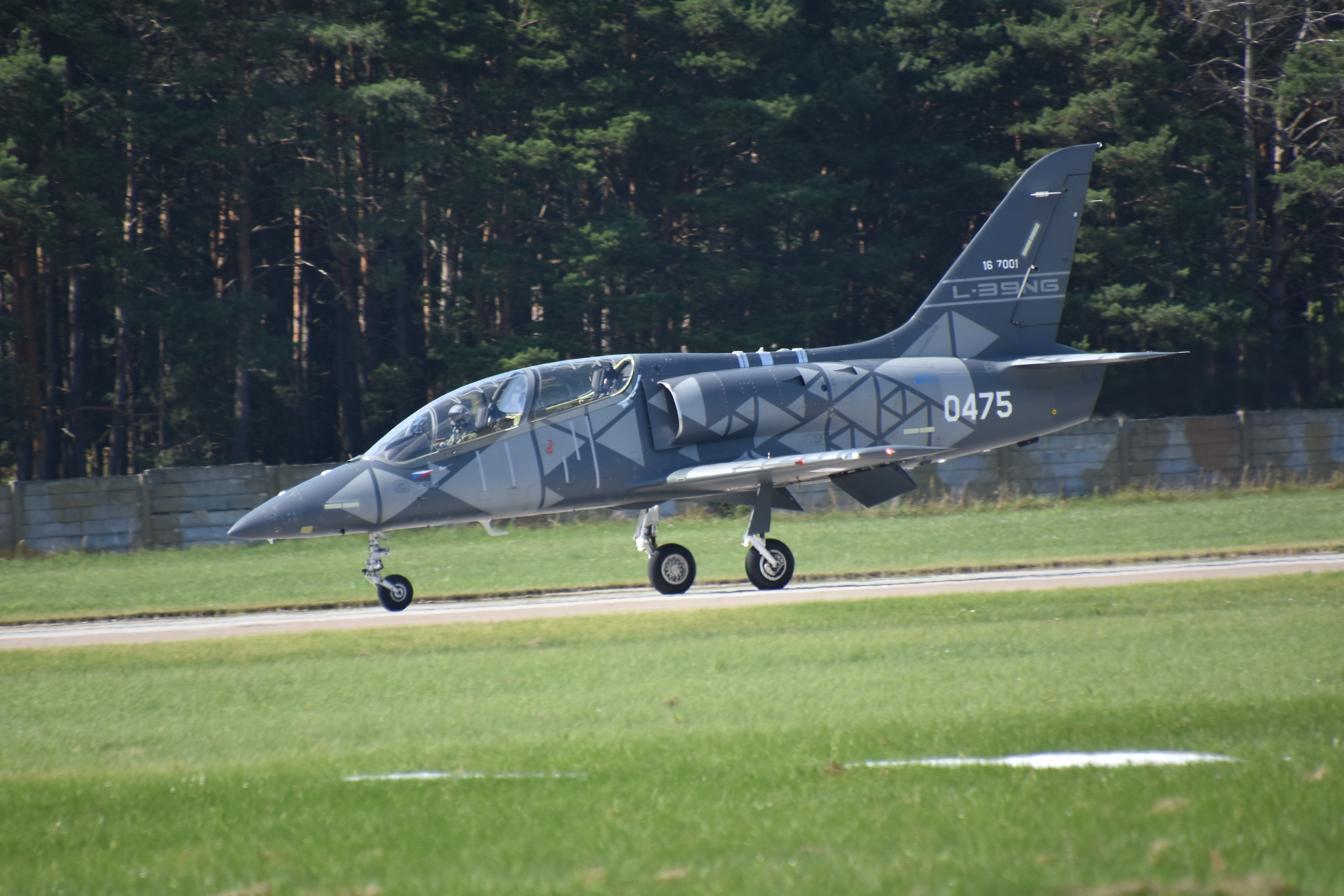
Kigurulás felszálláshoz
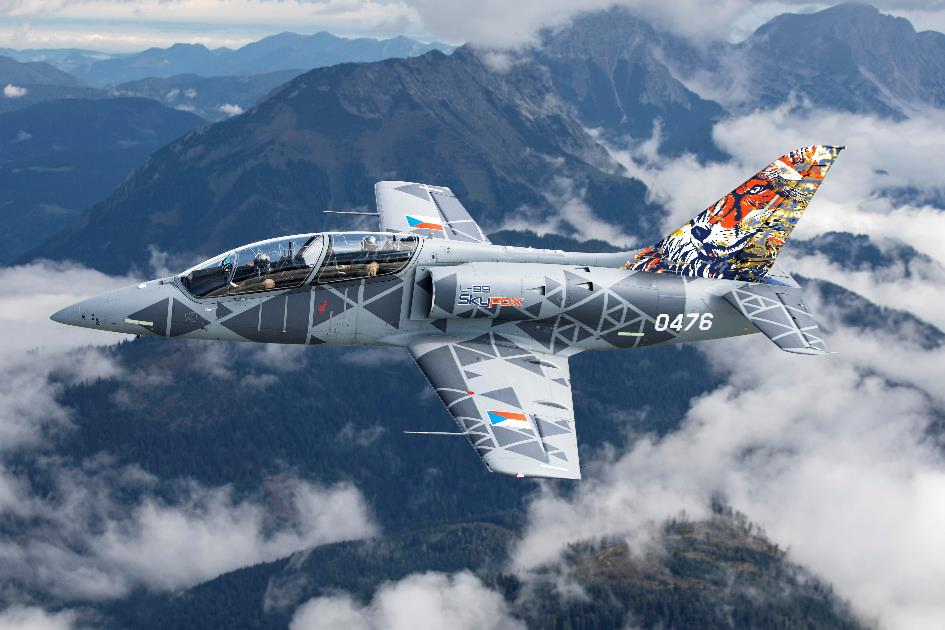

## Alkalmazók

### Megrendelők
Csehország – 6 repülőgép megrendelve
 Magyarország – A magyar kormány 12 repülőgépet rendelt 2022. március 31-én. Ebből 8 db kiképző, 4 db felderítő változatú. A megrendelt repülőgépeket a tervek szerint 2025 és 2028 között veszi át a Magyar Honvédség.
 Vietnám – 12 repülőgépet rendeltek 2021-ben, az első hat darabot 2024 augusztusában adta át a gyártó a Vietnámi Légierőnek.

### Lehetséges megrendelők, érdeklődők
Ghána
 Szenegál